# Myospila bimaculata
Myospila bimaculata är en tvåvingeart som först beskrevs av Macquart 1834.  Myospila bimaculata ingår i släktet Myospila och familjen husflugor. Arten är reproducerande i Sverige. Inga underarter finns listade i Catalogue of Life.